# At War with Satan
At War with Satan es el tercer álbum de estudio de la banda de heavy metal Venom. Con este álbum vuelve al crudo y directo sonido de Welcome to Hell después de haber pasado por el refinado pero más oscuro y pesado sonido de Black Metal. El álbum está especialmente enfatizado en los vocales ásperos. Poco tiempo después de su lanzamiento la HMV y W H Smith lo retiraron de sus estanterías por su "contenido controvertido".
La idea de hacer una canción de todo un lado del álbum (Lado A) vino del álbum 2112 de Rush, uno de los álbumes preferidos del bajista Cronos Conrad Lant. La canción homónima nunca fue tocada en vivo por la banda, sino hasta que Cronos la reeditó y redujo hasta más de la mitad para su proyecto en solitario, desde entonces la ha tocado en varias de la presentaciones después de la reunión de Venom.

## Lista de canciones

### Lado A
1. "At War with Satan" – 19:57

### Lado B
1. "Rip Ride" – 3:09
2. "Genocide" – 2:59
3. "Cry Wolf" – 4:19
4. "Stand Up (And Be Counted)" – 3:32
5. "Women, Leather and Hell" – 3:21
6. "Aaaaargghh" – 2:25

### Bonus tracks 2002
1. "At War With Satan (Bonus) (TV Adverts)" - 1:04
2. "Warhead (Bonus)" - 3:40
3. "Lady Lust (Bonus)" - 2.48
4. "The Seven Gates of Hell (Bonus)" - 5:28
5. "Manitou (Bonus)" - 4:42
6. "Woman (Bonus)" - 2:56
7. "Dead of Night (Bonus)" - 4:09
8. "Manitou (Bonus) (Abbey Road uncut mix)" - 4:49

## Posición en las listas
| Listas de éxitos (1983) |                   |    |
| ----------------------- | ----------------- | -- |
| Suecia                  | Sverigetopplistan | 48 |
| Reino Unido             | UK Albums Chart   | 64 |